# Back to Titanic
Back to Titanic ist das zweite Soundtrackalbum zum Film Titanic. Es beinhaltet eine Auswahl zuvor unveröffentlichter Aufnahmen sowie neuaufgenommene Versionen von Stücken des ersten Soundtrack-Albums Titanic: Music from the Motion Picture.
Nach dem Erfolg des ersten Albums schuf James Horner eine neue Komposition der Musik. Helle und dunkle Abschnitte im Werk repräsentieren die „Seele“ des Films. 
Das Album enthält nicht nur Studioaufnahmen, sondern auch Textausschnitte des Films, in denen Dialoge der Darsteller zu hören sind.

## Titelliste
| Nr. | Titel                                | Künstler      | Länge |
| --- | ------------------------------------ | ------------- | ----- |
| 1.  | Titanic Suite                        | James Horner  | 19:05 |
| 2.  | An Irish Party in Third Class        | Gaelic Storm  | 3:48  |
| 3.  | Alexander’s Ragtime Band             | I Salonisti   | 2:31  |
| 4.  | The Portrait                         | James Horner  | 4:44  |
| 5.  | Jack Dawson’s Luck                   | James Horner  | 5:39  |
| 6.  | A Building Panic                     | James Horner  | 8:09  |
| 7.  | Nearer My God to Thee                | I Salonisti   | 2:51  |
| 8.  | Come Josephine in My Flying Machine  | Máire Brennan | 3:33  |
| 9.  | Lament                               | James Horner  | 4:37  |
| 10. | A Shore Never Reached                | James Horner  | 4:27  |
| 11. | My Heart Will Go On (Dialogue Mix)   | Céline Dion   | 4:43  |
| 12. | Nearer My God to Thee                | Eileen Ivers  | 2:23  |
| 13. | Epilogue – The Deep and Timeless Sea | James Horner  | 12:38 |

## Auszeichnungen für Musikverkäufe
| Land/Region                  | Auszeichnungen für Musikverkäufe (Land/Region, Auszeichnung, Verkäufe) | Verkäufe  |
| ---------------------------- | ---------------------------------------------------------------------- | --------- |
| Australien (ARIA)            | Gold                                                                   | 35.000    |
| Deutschland (BVMI)           | Gold                                                                   | 250.000   |
| Kanada (MC)                  | 3× Platin                                                              | 300.000   |
| Neuseeland (RMNZ)            | Gold                                                                   | 7.500     |
| Niederlande (NVPI)           | Platin                                                                 | 100.000   |
| Polen (ZPAV)                 | Gold                                                                   | 50.000    |
| Schweiz (IFPI)               | Gold                                                                   | 25.000    |
| Vereinigte Staaten (RIAA)    | Platin                                                                 | 1.000.000 |
| Vereinigtes Königreich (BPI) | Gold                                                                   | 100.000   |
| Insgesamt                    | 6× Gold · 5× Platin ·                                                  | 1.867.500 |